# 张福基 (1936年)
张福基（1936年—），男，四川成都人，中国组合数学家，曾任新疆大学副校长，厦门大学教授、博士生导师，中国数学会理事。